# Брезоль, Пьер
Пьер Жозеф Брезоль (фр. Pierre Brésolles) (имя при рождении Клэр Брезоль (фр. Claire Brésolles); 10 ноября 1929; Нарбон, Франция — 13 января 2018; Прад, Восточные Пиренеи; Франция) — французский бегун, на дистанции 100 и 200 метров. В 1950-х Пьер сделал каминг-аут как трансгендерный мужчина.
Он занял 3-е место в беге на 100 метров на чемпионате Европы в Осло в 1946 году.
В 1946 году вместе с Леоном Каурла они побили рекорд эстафеты 4х100 метров. Позже Леон Каурла тоже сделал каминг-аут как трансгендерный мужчина, после чего они стали парой.